# Todd Field
Todd Field, właśc. William Todd Field (ur. 24 lutego 1964 w Pomonie) – amerykański aktor, reżyser, scenarzysta i producent filmowy.
W 2001 zdobył dwie nagrody National Board of Review Award za reżyserię i scenariusz do filmu Za drzwiami sypialni (In the Bedroom). Film nominowano również do Nagrody Akademii Filmowej w pięciu kategoriach, w tym jako najlepszy film oraz za scenariusz adaptowany.
Jego kolejne fabuły, Małe dzieci (2006) i Tár (2022), również cieszyły się uznaniem i zdobyły liczne nagrody i nominacje.
Prywatnie jest zięciem słynnego scenarzysty Bo Goldmana. Od 25 lipca 1986 jest mężem jego córki, kostiumografki Sereny Rathbun, z którą ma czwórkę dzieci.